# Museum Ceuclum

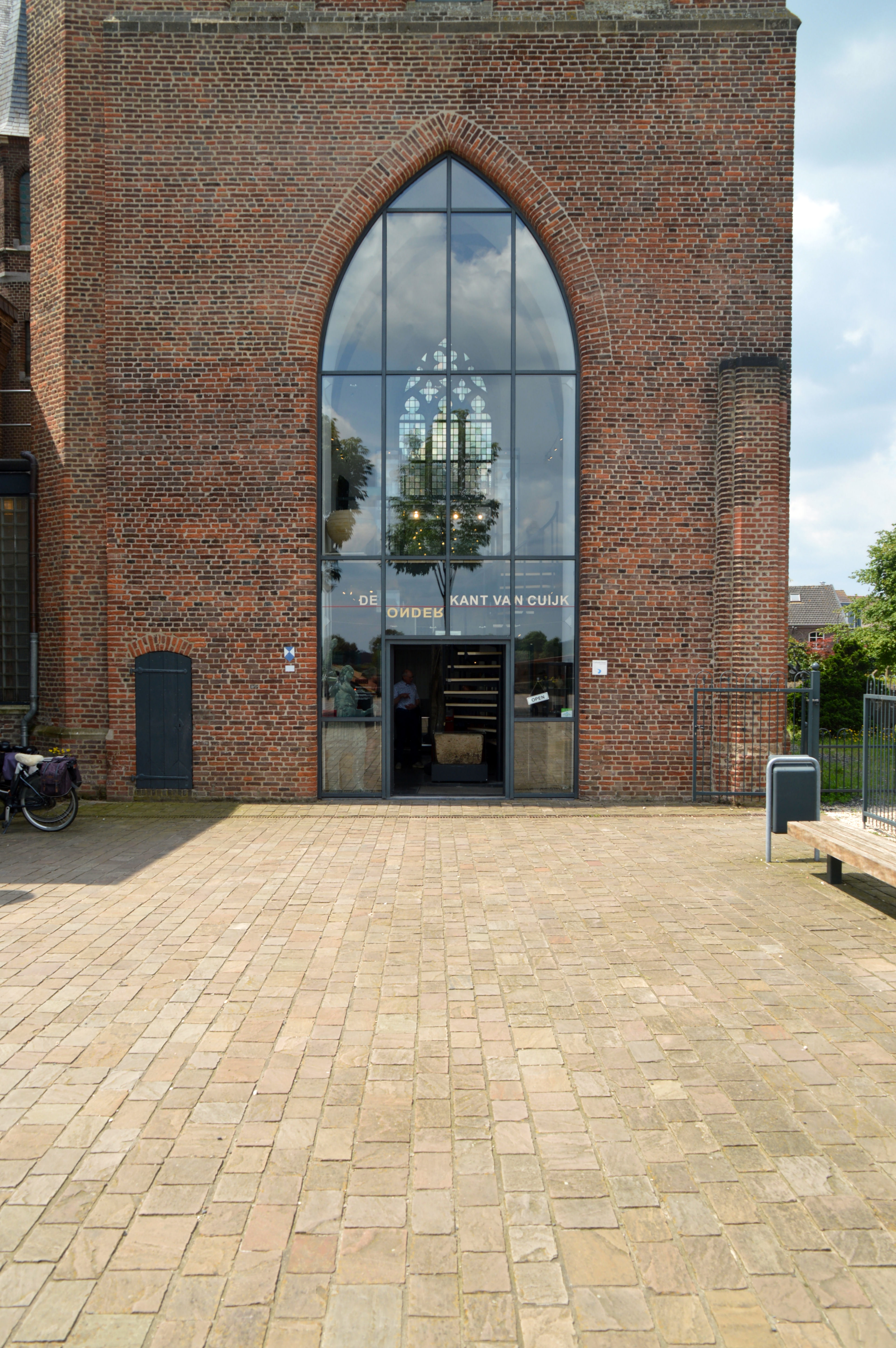
Ingang Museum Ceuclum

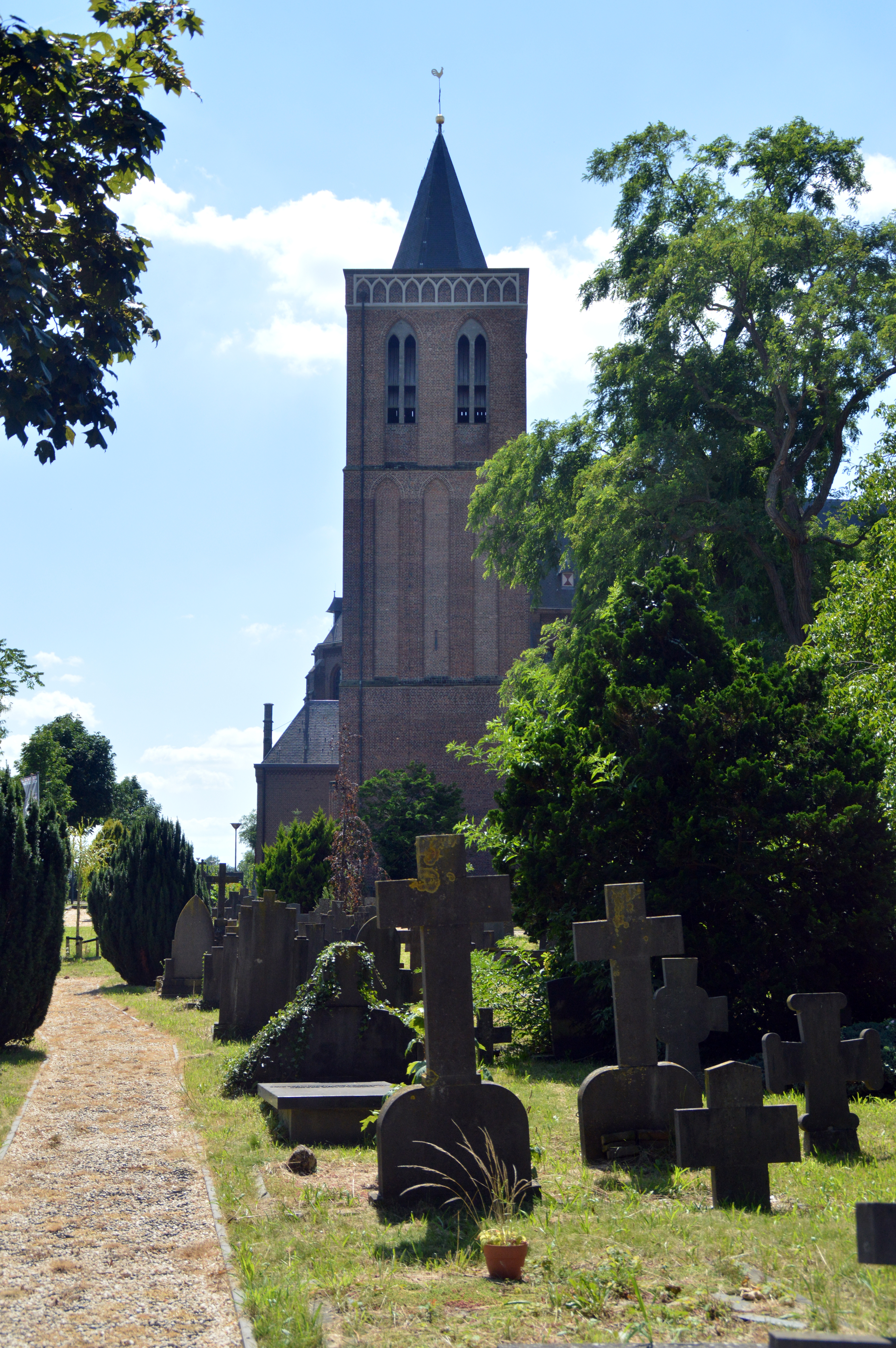
De oude toren van de Sint-Martinuskerk waarin Museum Ceuclum gevestigd is

Het Museum Ceuclum is een museum in de Noord-Brabantse plaats Cuijk, dat sinds 1991 gevestigd is in de toren van de rond 1915 gesloopte Sint-Martinuskerk. Deze kerk werd in 1913 vervangen door de nieuwe Sint Martinuskerk.
In het het museum is een permanente expositie ingericht over de geschiedenis van Cuijk, waarin de volgende onderdelen aan de orde komen:
1. De voorgeschiedenis vanaf ongeveer 10.000 v.Chr., waarbij archeologische vondsten worden getoond, zoals aardewerk, stenen pijlspitsen en bijlen. Uit de Bronstijd zijn voorwerpen uit de grafheuvels tentoongesteld.
2. De Romeinse periode, waarin Ceuclum een belangrijke rol speelde, daar er zich een brug over de Maas bevond die verdedigd werd met een castellum. De archeoloog Julianus Bogaers heeft hier onderzoek verricht en een reconstructie gemaakt. Duikers hebben in 1992-1993 de resten van de brug gevonden en ook overblijfselen van Romeins schoeisel geborgen.
3. De Middeleeuwen, met aandacht voor het geslacht Van Cuijk, met name Jan I van Cuijk.
4. De nieuwere tijd, waaronder de Tweede Wereldoorlog.

Naast een bezoek aan het museum kan men ook de toren beklimmen via wenteltrappen en houten ladders. Op de trans heeft men een fraai uitzicht over Cuijk en omgeving. Naast het museum is een beeldentuin gelegen, met een vaste en een regelmatig wisselende collectie van moderne sculpturen.